# Unzen
Pour l’article homonyme, voir Mont Unzen.
Unzen (雲仙市, Unzen-shi) est une ville située dans la préfecture de Nagasaki, sur l'île de Kyūshū, au Japon.

## Géographie

### Situation

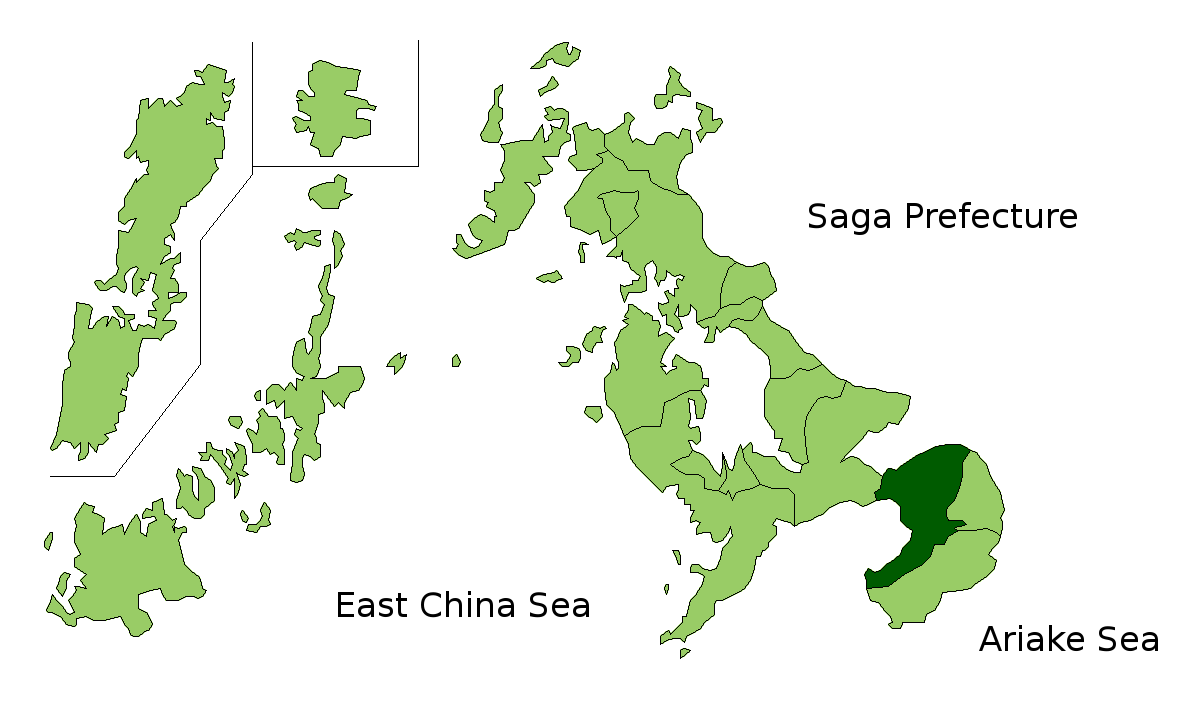
Unzen dans la préfecture de Nagasaki.

Unzen est située dans le nord de la péninsule de Shimabara, face à la mer d'Ariake au nord et à l'ouest. Le mont Unzen se trouve au sud de la ville.

### Démographie
En 2009, la ville d'Unzen avait une population estimée à 48 123 habitants répartis sur une superficie de 206,92 km2 (densité de population de 233 hab./km2). Elle était de 41 357 habitants en juin 2023.

### Hydrographie
La source du fleuve Arie se trouve au sud de la ville.

## Histoire
La ville moderne d'Unzen a été créée le 11 octobre 2005 de la fusion des anciens bourgs d'Aino, Azuma, Chijiwa, Kunimi, Minamikushiyama, Mizuho et Obama.

## Transports
La ville est desservie par la ligne Shimabaratetsudou de la compagnie Shimabaratetsudou.